# Slamkrypare (skor)
Slamkrypare var den populära benämningen på ett par ankelhöga vinterskor, ofta svarta och vanligtvis av tyg med gummisula som var vanliga på 1950- och 1960-talet. Utmärkande för slamkryparen var att den, istället för skosnören, hade ett blixtlås på ovandelen. Slamkryparen fick sitt namn från TV-frågesporten Kvitt eller dubbelt som sändes den 9 februari 1957 där uttrycket slamkrypare uppkom. Deltagaren Ulf Hannerz bar under sändningen denna typ av skor som sedan kom att förknippas med slamkryparen.